# Koł-Tor Karakoł
Ysyk-Kol Karakoł (kirg. Футбол клубу «Ысык-Көл» Каракол) – kirgiski klub piłkarski, mający siedzibę w mieście Karakoł, na wschodzie kraju.

## Historia
Chronologia nazw:
- 19??: Ysyk-Kol Prżewalsk (ros. «Иссык-Куль» Пржевальск)
- 1992: Ysyk-Kol Karakoł (ros. «Иссык-Куль» Каракол)
- 1998: FK Karakoł (ros. ФК «Каракол»)
- 1999: Ysyk-Kol Karakoł (ros. «Иссык-Куль» Каракол)
- 2003: Koł-Tor Karakoł (ros. «Кол-Тор» Каракол)
- 2004: Ysyk-Kol Karakoł (ros. «Иссык-Куль» Каракол)
- 2011: klub rozwiązano

Piłkarski klub Ysyk-Kol został założony w miejscowości Prżewalsk przed rokiem 1992. W 1992 po uzyskaniu niepodległości przez Kirgistan klub startował w rozgrywkach Pucharu Kirgistanu, gdzie dotarł do 1/16 finału. W 1993 debiutował w Wyższej Lidze, w której zajął 9.miejsce. Jednak od następnego sezonu występował w Pierwszej Lidze. W klub 1998 zmienił nazwę na FK Karakoł, ale w następnym roku przywrócił nazwę Ysyk-Kol Karakoł. W 2000 zespół ponownie zgłosił się do rozgrywek Wyższej Ligi, ale zajął ostatnie 12.miejsce i z powrotem spadł do Pierwszej Ligi. W 2003 jako Koł-Tor Karakoł po raz kolejny zagrał w Wyższej Lidze. Sezon zakończył na 5.pozycji, ale potem znów występował w Pierwszej Lidze jako Ysyk-Kol Karakoł. W 2011 klub po raz czwarty startował w Wyższej Lidze, ale po rundzie wiosennej wycofał się z rozgrywek i potem został rozformowany.

## Sukcesy

### Trofea międzynarodowe
Nie uczestniczył w rozgrywkach azjatyckich (stan na 31-12-2015).

### Trofea krajowe
| \| \| Zdobyte trofea w rozgrywkach Kirgistanu (stan na: 31-12-2015) \| |                                                               |      |                  |
| Rozgrywki                                                              | Osiągnięcie                                                   | Razy | Sezon(y)         |
| Mistrzostwo                                                            | I miejsce                                                     | 0    |                  |
| Mistrzostwo                                                            | II miejsce                                                    | 0    |                  |
| Mistrzostwo                                                            | III miejsce                                                   | 0    |                  |
| Mistrzostwo                                                            | 5.miejsce                                                     | 1    | 2003             |
| Puchar                                                                 | zdobywca                                                      | 0    |                  |
| Puchar                                                                 | finalista                                                     | 0    |                  |
| Puchar                                                                 | 1/8 finału                                                    | 3    | 2000, 2006, 2011 |
| II liga                                                                | I miejsce                                                     | ?    |                  |
| II liga                                                                | II miejsce                                                    | ?    |                  |
| II liga                                                                | III miejsce                                                   | ?    |                  |
| Kirgistan                                                              | Zdobyte trofea w rozgrywkach Kirgistanu (stan na: 31-12-2015) |      |                  |

## Stadion
Klub rozgrywa swoje mecze domowe na stadionie Centralnym w Karakołu, który może pomieścić 11000 widzów.